# Страдзев (Кутновський повіт)
Страдзев (пол. Stradzew) — село в Польщі, у гміні Бедльно Кутновського повіту Лодзинського воєводства.
Населення — 102 особи (2011).
У 1975-1998 роках село належало до Плоцького воєводства.

## Демографія
Демографічна структура станом на 31 березня 2011 року:
|          | Загалом | Допрацездатний вік | Працездатний вік | Постпрацездатний вік |
| -------- | ------- | ------------------ | ---------------- | -------------------- |
| Чоловіки | 57      | 11                 | 40               | 6                    |
| Жінки    | 45      | 8                  | 24               | 13                   |
| Разом    | 102     | 19                 | 64               | 19                   |